# High Pike (berg)
High Pike är ett berg i Storbritannien.   Det ligger i grevskapet Cumbria och riksdelen England, i den centrala delen av landet, 400 km nordväst om huvudstaden London. Toppen på High Pike är 653 meter över havet, eller 61 meter över den omgivande terrängen. Bredden vid basen är 2,0 km.
Terrängen runt High Pike är kuperad åt sydväst, men åt nordost är den platt.Runt High Pike är det ganska glesbefolkat, med 24 invånare per kvadratkilometer. Närmaste större samhälle är Penrith, 19,9 km öster om High Pike. Trakten runt High Pike består i huvudsak av gräsmarker.